# 平台镇 (郁南县)
平台镇，是中华人民共和国广东省云浮市郁南县下辖的一个乡镇级行政单位。

## 行政区划
平台镇下辖以下地区：
平台社区、水台村、大地村、石台村、古勉村、康顺村、在田村、妙门村、新乐村、古同村、赐步村、中村、万洞村和平台村。

## 交通
- 南广铁路：郁南站